# Бейкер (округ, Джорджія)
Шаблон:StateAbbr_ 31°20′ пн. ш. 84°27′ зх. д. / 31.33° пн. ш. 84.45° зх. д.
Округ  Бейкер (англ. Baker County) — округ (графство) у штаті  Джорджія, США. Ідентифікатор округу 13007.

## Історія
Округ утворений 1825 року.

## Демографія
За даними перепису 
2000 року 
загальне населення округу становило 4074 осіб, усе сільське.
Серед мешканців округу чоловіків було 1886, а жінок — 2188. В окрузі було 1514 домогосподарства, 1094 родин, які мешкали в 1740 будинках.
Середній розмір родини становив 3,2.
Віковий розподіл населення поданий у таблиці:
| Стать    | До 15 років | 15-21 | 22-29 | 30-39 | 40-49 | 50-65 | 65-85 | Понад 85 |
| -------- | ----------- | ----- | ----- | ----- | ----- | ----- | ----- | -------- |
| Чоловіки | 438         | 202   | 210   | 257   | 252   | 316   | 194   | 17       |
| Жінки    | 503         | 215   | 207   | 305   | 291   | 321   | 284   | 62       |

## Суміжні округи
- Догерті - північний схід
- Мітчелл - схід
- Декатур - південний захід
- Міллер - захід
- Ерлі - захід
- Калгун - північний захід

## Виноски
1. ↑  U.S. Decennial Census. United States Census Bureau. Архів оригіналу за 26 квітня 2015. Процитовано 17 червня 2014.
2. ↑  Historical Census Browser. University of Virginia Library. Архів оригіналу за 11 серпня 2012. Процитовано 17 червня 2014.
3. ↑  Population of Counties by Decennial Census: 1900 to 1990. United States Census Bureau. Архів оригіналу за 2 лютого 2019. Процитовано 17 червня 2014.
4. ↑  Census 2000 PHC-T-4. Ranking Tables for Counties: 1990 and 2000 (PDF). United States Census Bureau. Архів оригіналу (PDF) за 18 грудня 2014. Процитовано 17 червня 2014.
5. ↑  State & County QuickFacts. United States Census Bureau. Архів оригіналу за 6 липня 2011. Процитовано 17 червня 2014. [Архівовано 2011-06-07 у Wayback Machine.](англ.) Наведено за англійською вікіпедією.
6. ↑  American FactFinder. Бюро перепису населення США. Архів оригіналу за 26 лютого 2012. Процитовано 31 січня 2008. [Архівовано 2008-05-21 у Wayback Machine.]

| США | Це незавершена стаття з географії США. Ви можете допомогти проєкту, виправивши або дописавши її. |